# 长柄芥
长柄芥（学名：Macropodium nivale）为十字花科长柄芥属下的一个种。